# Beautiful Rain
Kazoku no Uta Tokyo Airport: Air Traffic Controller
Beautiful Rain (ビューティフルレイン) est une série télévisée japonaise en douze épisodes de 54 minutes diffusée du 1er juillet au 16 septembre 2012 sur Fuji Television.

## Distribution
- Etsushi Toyokawa : Keisuke Kinoshita
- Mana Ashida : Miu Kinoshita
- Shohei Miura (en) : Akio Katsuta
- Denden : Kiyoshi Muneta
- Ken Yasuda (en) : Yutaka Koga
- Sayuri Kokusho : Haruko Arai
- Serai Takagi (ja) : Kotaro Arai
- Asaya Kimijima (en) : Kenta Tachibana
- Riko Yoshida (en) : Nako Matsuyama
- Mitsuko Oka (ja) : Chieko Nakamura
- Keizo Kanie : Tomio Nakamura
- Miki Nakatani : Akane Nishiwaki

### Sources
- (en) Cet article est partiellement ou en totalité issu de l’article de Wikipédia en anglais intitulé « Beautiful Rain » (voir la liste des auteurs).